# فوجیوارا نو کوره‌ناری
فوجیوارا نو کوره‌ناری (به ژاپنی: 藤原惟成 Fujiwara no Korenari); ۱ ژانویهٔ ۰۹۵۳ – ۱ دسامبر ۰۹۸۹) سیاستمدار دوره هی‌آن در زمان سلطنت امپراتور کازان اهل ژاپن بود.